# Vázsnok
Vázsnok is een plaats (község) en gemeente in het Hongaarse comitaat Baranya. Vázsnok telt 144 inwoners (2001).